# Аубаткан
Аубаткан (сибирскотат. 
Аубатҡан) — деревня в Большереченском районе Омской области. Входит в состав Чебаклинского сельского поселения.

## История
В 1928 году деревня состояла из 43 хозяйств, основное население — бухарцы. В административном отношении находилась в составе Яланкульского сельсовета Евгащинского района Тарского округа Сибирского края.

## Население
| 1926 | 2002 | 2010 | 2021 |
| ---- | ---- | ---- | ---- |
| 180  | ↘74  | ↘42  | ↘35  |

## Улицы
В деревне имеется одна улица — Аубаткан.